# HD 174877
HD 174877，又名CP-62 6002，SAO 254415、HR 7111，是一颗恒星，视星等为6.48，位于銀經333.08，銀緯-24.54，其B1900.0坐标为赤經18h 47m 33.2s，赤緯-62° -24.54′ 40″。